# 浦添城
26°14′48″N 127°43′56″E / 26.246619°N 127.732319°E
浦添城是琉球國的一個城堡，位於今日沖繩縣浦添市。

## 历史
浦添城建於一個珊瑚礁長約400米的斷崖上，地勢險要。根據《中山世譜》等琉球官方史料記載，浦添城建於12世紀，為舜天王所建。
在舜天王朝、英祖王朝和察度王朝，浦添城一直是琉球的都城。浦添城內的建築物曾經過多次改建，最後在1609年薩摩藩入侵琉球之際被薩摩軍隊焚毀。
由於浦添城地勢險要，適宜防守，在1945年沖繩島戰役中，日軍在此建立據點進行死守。美軍發起先後11次進攻，經過三週時間才攻陷此地。
1989年8月11日，浦添城被日本列為國之史跡。近年來，在浦添城遺址上曾發現元押和中國式瓦當等文物。

## 腳註
1. ↑  劉蕙孫，「在元代琉球群島部落政權和中國發生貢使關係的一個旁證——關於沖繩浦添市博物館所藏的元押」（收錄於《第五屆中琉歷史關係學術會議論文集》，福建教育出版社1996年7月出版，ISBN 7-5334-1864-6）

## 外部連結
- （日語）